# キューサイ
キューサイ株式会社（英称：Q'sai Co., Ltd.）は、青汁で知られる食品加工品会社。本社は福岡県福岡市中央区薬院に所在する。
社名の“キューサイ”は、旧商号の『九州自然野菜組合』を略したもの。

## 概説
1965年に菓子製造販売会社として創業。後に冷凍食品製造業にも参入した。
国産ケール100%の青汁の通信販売で知られるが、製品化のきっかけは創業者である長谷川常雄が体調を崩し、1978年頃にアブラナ科の野菜であるケールの搾り汁がビタミン、ミネラル、食物繊維などの栄養素を豊富に含むことを知り、摂取したことで健康を回復。その効用を体感したことで、1982年からケールを原材料とする青汁を冷凍食品技術を生かしての製造販売を始めた。当初は独特の苦みもあって売れ行きは芳しくなかったが、「まず〜い、もう一杯!」のテレビCMがきっかけで知名度が広がり、市場に浸透する。原料のケールは、農薬、化学肥料を使用しない島根県益田市の自社グループ農場を始め、全国各地の契約農家で栽培したものを主に使用している。
しかし、話題を呼んだCMから時が経つとともに、愛飲者の高齢化が進み、2017年に就任した社長の神戸聡は、若年層向けの販売施策として6月に流行の発信地である東京・表参道に「キューサイ ケール カフェ表参道」を期間限定で開店し、青汁を使った特別メニューを無料で提供したところ、10日間で延べ約10,000人の集客があった。現在では、蜂蜜入りやフルーツ果汁入りなど、飲みやすさも追及した商品や、海藻由来のアルギン酸塩を主成分とする塩分吸着サプリメント「シオナガス」などラインナップを広げている。
2010年（平成22年）10月1日、コカ・コーラウエスト（現・コカ・コーラボトラーズジャパンホールディングス）が、同社を保有していた投資ファンドから359億22百万円で株式を取得して同社の完全子会社となった。
2021年（令和3年）2月1日、アドバンテッジパートナーズがサービスを提供するファンド（APファンド）・ユーグレナ・東京センチュリーの3社で構成するQ-Partnersがコカ・コーラボトラーズジャパンホールディングスから全株式を取得し、親会社となった。

### 主な商品
- 青汁（農薬・化学肥料不使用の国産ケール使用）[1]
- コラリッチ（コラーゲン配合化粧品）
- ヒアルロン酸コラーゲン
- ブルーベリーメグスリノキ
- 無添加せっけん
- もろみ酢
- シオナガス[1]

### 販売実績
- 冷凍青汁売上日本一（2005年度、東京商工リサーチ調べ）
- コラーゲン通販売上日本一（2005年度、東京商工リサーチ調べ）

## 沿革
- 1965年（昭和40年）10月 - 創業者の長谷川常雄が、菓子製造販売会社の長老製菓株式会社を創業。
- 1967年（昭和42年）4月 - 長老製菓が長谷川製菓株式会社に商号変更。
- 1969年（昭和44年）10月 - 菓子製造販売会社を創業。株式会社ニチレイの協力工場となり、冷凍食品の生産開始。
- 1979年（昭和54年） - 長谷川常雄が青汁健康法を知る[1]。
- 1982年（昭和57年）9月 - 長谷川製菓がケールを原料とした冷凍タイプの青汁の製造販売を開始[1]。
- 1986年（昭和61年）
  - 1月 - 青汁の販売事業を、長谷川製菓から株式会社ハセガワ健康社に移管。
  - 9月 - 青汁の製造事業を、長谷川製菓株式会社からハセガワ冷食株式会社に移管。
- 1987年（昭和62年）5月 - ハセガワ冷食が福岡農場株式会社に商号変更。
- 1990年（平成2年）10月 - 「まず～い、もう一杯!」のキューサイ青汁テレビCM放送開始。
- 1992年（平成4年）12月 - ハセガワ健康社が、キューサイ青汁株式会社に商号変更。
- 1995年（平成7年）3月 - 長谷川製菓がキューサイ青汁と福岡農場を吸収合併。同時に長谷川製菓がキューサイ株式会社に商号変更。
- 1997年（平成9年）9月 - 株式を店頭公開。
- 1998年（平成10年）
  - 7月 - キューサイ中央研究所を新設。
  - 10月 - 農業生産法人キューサイファーム島根を設立。
- 1999年（平成11年）9月 - 東京証券取引所第二部と福岡証券取引所に上場。
- 2000年（平成12年）1月 - 環ネットワーク株式会社（後のらでぃっしゅぼーや）を、株式取得により子会社化。
- 2001年（平成13年）12月 - 青汁事業本部（当時）が品質管理の国際規格。ISO 9001：2000認証取得。
- 2002年（平成14年）12月 - 粉末タイプの「粉末青汁」発売、通信販売を本格開始。
- 2003年（平成15年）1月 - 株式会社キューサイ分析研究所を設立。
- 2004年（平成16年）12月 - 各地の販売子会社が合併し、キューサイ青汁販売株式会社となる。キューサイ分析研究所が、食品会社出資の民間機関では初めて厚生労働省登録検査機関に認定される。
- 2006年（平成18年）
  - 2月 - 株式会社日本サプリメントを、株式取得により子会社化。
  - 3月 - 株式会社ジャフコ・エスアイジーNo.7に、らでぃっしゅぼーやの株式を譲渡。
  - 12月 - 10月から11月に実施した株式公開買付け（TOB）により、グリーンパートナーズB株式会社（エヌ・アイ・エフSMBCベンチャーズ系ファンド設立の受け皿会社）の子会社となる。
- 2007年（平成19年）
  - 3月23日 - キューサイ株式会社が、全部取得条項付与による完全子会社化のため、株式上場廃止。
  - 3月29日 - グリーンパートナーズB株式会社が、全部取得条項付普通株式取得と種類株式交付により、キューサイ株式会社を完全子会社化。
  - 9月3日 - キューサイ株式会社が、会社分割により冷凍食品事業を新設完全子会社のキューサイ宗像食品株式会社に承継。
  - 9月15日 - グリーンパートナーズB株式会社が、完全子会社とした（旧）キューサイ株式会社を吸収合併した後、（新）キューサイ株式会社に商号変更。
- 2008年（平成20年）4月1日 - キューサイ株式会社が、完全子会社のキューサイ宗像食品株式会社の全株式を、株式会社ニチレイフーズに譲渡。
- 2010年（平成22年）
  - 10月1日 - NIF-JIP投資事業組合等の株主が、全株式をコカ・コーラウエスト株式会社（現・コカ・コーラボトラーズジャパンホールディングス）に譲渡し、同社の完全子会社となる。
  - 11月 - プライバシーマーク取得。
- 2012年（平成24年）9月 - ケール青汁30周年を記念して、「青汁シリーズ」の商品名を「キューサイのケール青汁」に変更。
- 2015年（平成27年）10月 - キューサイ創業50周年。
- 2016年（平成28年）
  - 2月 - 「100歳まで楽しく歩こうプロジェクト」発足。
  - 12月 - 福岡こうのみなと工場が、労働安全衛生の国際規格OHASAS18001：2007の認証取得。
- 2018年（平成30年）6月 - 保有していた株式会社日本サプリメントの株式を譲渡[5]。
- 2019年（令和元年）
  - 5月 - 創業者の長谷川常雄が85歳で死去。
  - 10月 - ロゴ・コーポレートスローガン刷新[6]。
- 2020年（令和2年）
  - 1月 - 会員向けに医薬品通信販売事業を開始[7]。「キューサイのケール青汁」シリーズの商品名を「THE KALE」（ザ・ケール）に変更[6]。
  - 10月 - 一般向け医薬品通販サイト「キューサイ医薬堂」を開設[7]。
- 2021年（令和3年）0
  - 2月1日 - Q-Partnersがコカ・コーラボトラーズジャパンホールディングスから全株式を取得し、親会社となる[3]。
  - 5月17日 - ユーグレナがQ-Partnersの持分比率を49%まで引き上げ、連結子会社化することを発表[8]。
- 2022年（令和4年）
  - 6月1日 - 本社を草香江のキューサイビルから薬院オフィスに移転[9]。
  - 8月31日 - 子会社の株式会社キューサイ分析研究所の全株式を、Eurofins Food & Feed Testing Japan Holdings株式会社に譲渡[10]。
- 2024年（令和6年）
  - 10月10日 - 創業60年目を迎え、往年のパッケージを復刻した「キューサイの青汁」を新たに発売、イメージキャラクターになかやまきんに君を起用し、「まず～い、もう一杯!」のフレーズも復活させている[11]。

## CM
八名信夫が『まずい！もう一杯！』と発するテレビコマーシャルが有名。青汁が全国的に広まる要因の1つとなった。
当初は青汁を飲み干した後「こいつは悪人にも良いぜ」という台詞を言う予定だったが、あまりの不味さに台詞を出せず、八名がキューサイの社長へ「『まずい』と言って良いか?」と尋ねたところ「その代わり何らかのフォローをお願いします。」と言われた事から生まれたものである。
2010年（平成22年）も八名が出演しており、「あのまずいキューサイの青汁が、粉末になって飲みやすくなりました」と宣伝している。
医薬品、医療機器等の品質、有効性及び安全性の確保等に関する法律（薬機法）や厚生労働省の指導などにより、『まずい!もう一杯!』の部分に「個人の感想です」と注釈を添えている。

## 関連企業

### 持分法関連会社
- 株式会社キューサイファーム島根

### 販売代理店
- 九州自然野菜組合株式会社（佐賀市）
- 株式会社キューサイ青汁中部センター（三重県）

など